# Frischeparadies
Die Frischeparadies GmbH & Co KG ist ein Händler von Feinkost und Lebensmitteln. Ursprünglich war das Unternehmen auf die Belieferung der Gastronomie ausgerichtet. Im Laufe der Zeit kamen eigene Verkaufsstellen für Endverbraucher hinzu.

## Geschichte
Ursprung des Unternehmens ist die Edelfisch GmbH in Frankfurt, die seit 1987 zum Oetker-Konzern gehörte.
2015 wurde die Frischeparadies GmbH von Oetker an die Transgourmet Holding, eine Tochter der Schweizer Coop, verkauft.
2015 ging der erste Onlineshop für Privatkunden von Frischeparadies online. Seit 2021 gibt es auch für die Kunden aus Gastronomie, Hotellerie und Catering einen eigenen Onlineshop.

## Geschäftstätigkeit

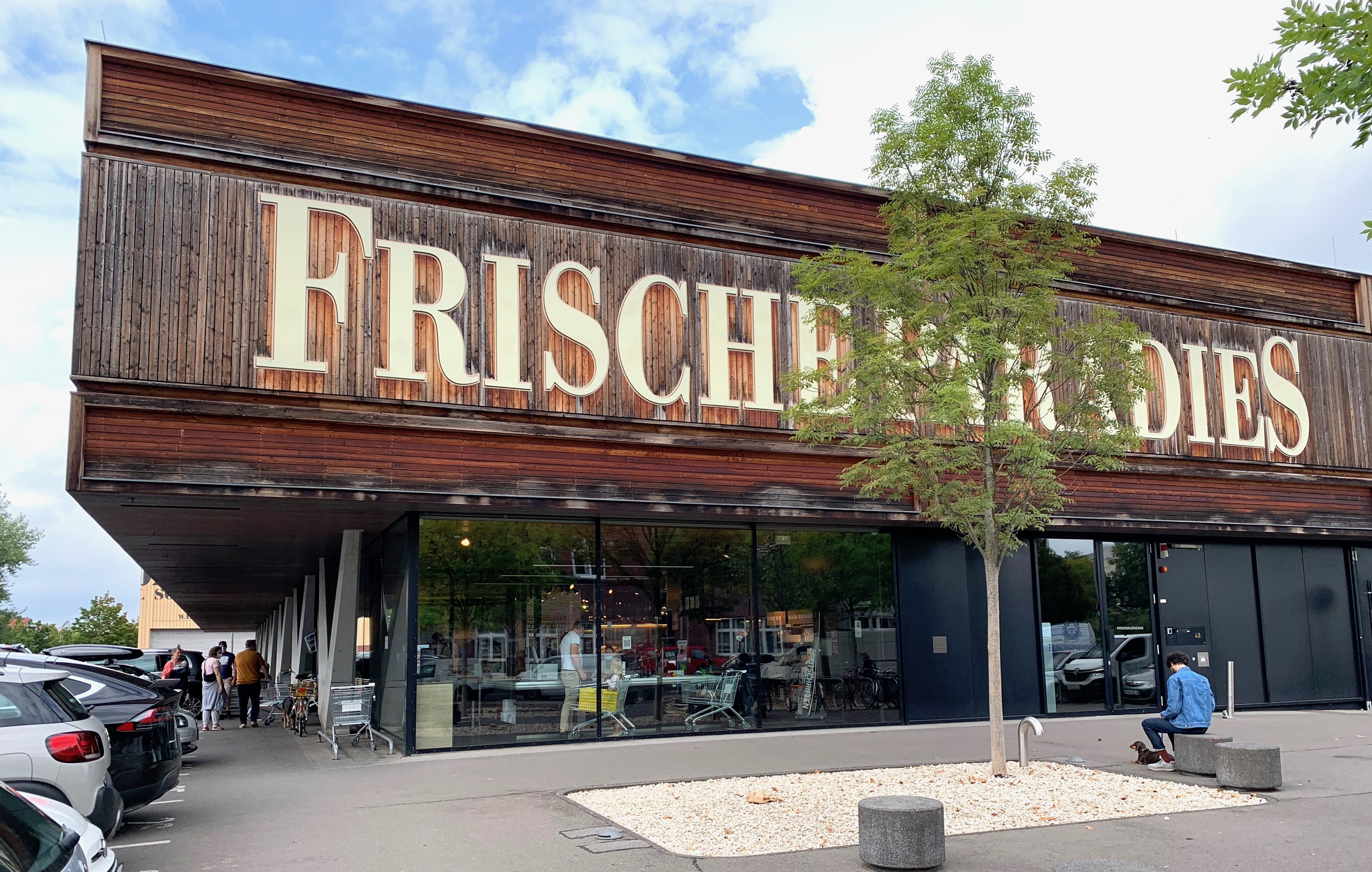
Frischeparadies Verkaufsstelle in Berlin

Die Frischeparadies GmbH schlägt nach eigenen Angaben jährlich 22.200 Tonnen Lebensmittel um und hat ca. 12.000 verschiedene Produkte im Angebot. Sie betreibt mit Stand von 2024 neun Verkaufsstandorte in Deutschland sowie einen in Palma de Mallorca. Zusätzlich zu den Abholmärkten beliefert das Unternehmen Restaurants und andere Lebensmittelhändler.